# Hypopta
Hypopta es una género de polillas de la familia Cossidae.

## Especies
- Hypopta actileuca Dyar, 1918
- Hypopta aethiops Herrich-Schäffer, 1855
- Hypopta albicosta Hering, 1923
- Hypopta albipuncta Schaus, 1921
- Hypopta ambigua  Hübner, 1818
- Hypopta amundasa  Druce, 1890
- Hypopta aquila  Dognin, 1916
- Hypopta brunneomaculata (Dyar & Schaus, 1937)
- Hypopta caestoides  Herrich-Schäffer, 1853
- Hypopta centrosoma  Dyar, 1925
- Hypopta cinerea  Schaus, 1911
- Hypopta clymene  Schaus, 1921
- Hypopta corrientina  Berg, 1882
- Hypopta crassiplaga  Schaus, 1905
- Hypopta delicata  Schaus, 1921
- Hypopta garsasia  Dognin, 1916
- Hypopta giacomelli  Köhler, 1924
- Hypopta guiguasia  Dognin, 1916
- Hypopta inguromorpha  Schaus, 1905
- Hypopta invida  Dognin, 1916
- Hypopta invidiosa  Dognin, 1923
- Hypopta mendosensis  Berg, 1882
- Hypopta monsalvei  Ureta, 1957
- Hypopta nigrisparsata  Dognin, 1816
- Hypopta pallidicosta (Schaus, 1901)
- Hypopta palmata  Barnes & McDunnough, 1910
- Hypopta racana  Dognin, 1920
- Hypopta ramulosa  Dognin, 1920
- Hypopta rubiginosa  Herrich-Schäffer, 1853
- Hypopta selenophora  Hering, 1923
- Hypopta sibirica  Alphéraky, 1895
- Hypopta superba  Berg, 1882
- Hypopta triarcatata  Schaus, 1905
- Hypopta variegata  Köhler, 1924
- Hypopta vassilia  Schaus, 1921